# مايكل بينيت (دراج)
مايكل بينيت (بالإنجليزية: Michael Bennett) مواليد 8 يونيو 1949 في برمنغهام، هو دراج إنجليزي سابق. سبق أن شارك في دورة الألعاب الأولمبية الصيفية وفاز بميدالية أولمبية.

## الميداليات
| الميدالية | المسابقة                       |
| --------- | ------------------------------ |
| برونزية   | الألعاب الأولمبية الصيفية 1972 |
| برونزية   | الألعاب الأولمبية الصيفية 1976 |

## روابط خارجية
- مايكل بينيت على موقع أرشيف الدراجات (الإنجليزية)
- مايكل بينيت على موقع أوليمبيديا (الإنجليزية)